# Calle de Juan de Herrera
La calle de Juan de Herrera es una vía pública de la ciudad española de Madrid, situada en el barrio de Palacio, distrito Centro.

## Descripción
La vía discurre desde la calle de Calderón de la Barca hasta la plaza de San Nicolás. Honra con el título al arquitecto, matemático y geómetra Juan de Herrera de Maliaño, natural de la localidad cántabra de Roiz, que trabajó en, entre otros lugares, el Real Monasterio de San Lorenzo de El Escorial. Aparece descrita en Las calles de Madrid (1889) de Hilario Peñasco de la Puente y Carlos Cambronero con las siguientes palabras:

Juan de Herrera. Entre la calle de Calderón de la Barca y la plaza de San Nicolás. Juan de Herrera nació en Movellán (Oviedo) en 1530 y fué arquitecto mayor de Felipe II á la muerte de su maestro Juan Bautista de Toledo. Reformó los planos de Paccioto para la construcción de EL Escorial, notándose entre las reformas, qeu fueron de mucha importancia, la construcción de la bóveda plana debajo del coro, obra verdaderamente admirable y que basta por sí sola á formar la reputación de un arquitecto. Herrera dejó á su muerte varias obras notables, entre ellas el puente de Segovia, en Madrid. Murió en 1597, siendo enterrado, según se cree, en el convento de monjas de Constantinopla.
(Peñasco de la Puente y Cambronero, 1889, p. 280)